# كريس باين (لاعب كرة قدم أمريكية)
كريس باين (بالإنجليزية: Chris Bayne)‏ هو لاعب كرة قدم أمريكية أمريكي، ولد في 22 مارس 1975 في ريفرسايد في الولايات المتحدة.

## وصلات خارجية
- كريس باين على موقع مرجع كرة القدم المحترفة.كوم (الإنجليزية)